# Anathamna anthostoma
Anathamna anthostoma är en fjärilsart som beskrevs av Edward Meyrick 1928. Anathamna anthostoma ingår i släktet Anathamna och familjen vecklare. Inga underarter finns listade i Catalogue of Life.